# Vice-presidente do Quirguistão
O vice-presidente do Quirguistão foi uma posição política no governo do Quirguistão criada em dezembro de 1990. A posição foi abolida em 1993.
O vice-presidente foi encarregado de assumir os deveres do presidente caso ele ou ela não fosse capaz de executá-los. De acordo com o artigo 50 da Constituição de 2007, o primeiro-ministro agora assume essa responsabilidade.

## Lista de vice-presidentes
| Nº                           | Nome                         | Nome                         | Início do mandato            | Fim do mandato               | Presidente                   | Fonte(s)                     |
| República Quirguiz           | República Quirguiz           | República Quirguiz           | República Quirguiz           | República Quirguiz           | República Quirguiz           | República Quirguiz           |
| Vice-presidente da República | Vice-presidente da República | Vice-presidente da República | Vice-presidente da República | Vice-presidente da República | Vice-presidente da República | Vice-presidente da República |
| ---------------------------- | ---------------------------- | ---------------------------- | ---------------------------- | ---------------------------- | ---------------------------- | ---------------------------- |
| 1º                           | Nasirdin Isanov              |                              | dezembro de 1990             | janeiro de 1991              | Askar Akayev                 | [ 1 ]                        |
| 2º                           | German Kuznetsov             |                              | janeiro de 1991              | fevereiro de 1992            | Askar Akayev                 | [ 2 ] [ 3 ]                  |
| 3º                           | Felix Kulov                  |                              | fevereiro de 1992            | dezembro de 1993             | Askar Akayev                 | [ 3 ] [ 4 ]                  |